# Herwin Records

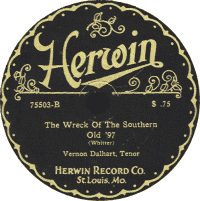
78 toerenplaat van Vernon Dalhart op Herwin Records

Herwin Records was een Amerikaans platenlabel uit de jaren twintig, waarop jazz- en blues-platen uitkwamen. De Herwin Record Company werd in St. Louis opgericht door de broers Herbert en Edwin Schiele-de naam van het label was ontleend aan hun voornamen. Het label bracht vanaf 1924 platen uit, de meeste opnamen waren geleased van Gennett Records en Paramount Records. Enkele musici: Blind Willie Jackson and Brother, Charley Peters, Blind Tim Russell en Blind Jeremiah Taylor. In 1930 werd het label verkocht aan Wisconsin Chair Company, de moedermaatschappij van Paramount, die het label in 1930 opdoekte.
In de jaren zestig en zeventig werd het label nieuw leven ingeblazen door platenverzamelaar Bernard Klatzko. Hij gebruikte het label eerst om oude Library of Congress-opnames en zelfgemaakte nieuwe opnames van herontdekte bluesmusici (zoals Bukka White, Son House en Skip James) uit te brengen. Vanaf 1971 kwam hij met heruitgaves van historische jazz, blues en ragtime-nummers (onder meer van Freddie Keppard, King Oliver, Punch Miller, Johnny Dodds, Bessie Johnson en Blind Joe Taggert).